# Tobrilus gracilis
Tobrilus gracilis is een rondwormensoort uit de familie van de Tobrilidae. De wetenschappelijke naam van de soort is voor het eerst geldig gepubliceerd in 1865 door Bastian.